# Новицкий, Вячеслав Викторович
Вячесла́в Ви́кторович Нови́цкий (23 августа 1946 — 7 января 2021) — российский учёный-патофизиолог, специалист в области патофизиологии системы крови, онкофармакологии, биологии клетки. Ректор Сибирского государственного медицинского университета (1997—2014), зав. кафедрой патофизиологии СибГМУ, заслуженный деятель науки РФ, заслуженный работник культуры РФ. Почётный гражданин Томска. Академик РАМН (2005), академик РАН (2014).

## Биография
Родился в Томске 23 августа 1946 года. Потомственный томич в четвертом поколении. Окончил Томскую среднюю школу № 6. В 1969-м окончил лечебный факультет Томского медицинского института и остался работать в вузе, где прошел все этапы становления как научный работник и преподаватель. Работал сначала младшим, затем старшим научным сотрудником ЦНИЛ, ассистентом, старшим преподавателем, доцентом, профессором и заведующим кафедры патофизиологии (с 2000).
Ученик выдающихся патофизиологов — заслуженного деятеля науки РСФСР, проф. Д. И. Гольдберга и заслуженного деятеля науки РФ, академика РАМН Е. Д. Гольдберга.
В 1972 г. В. В. Новицкий успешно защитил кандидатскую и в 1987 г. докторскую диссертации. В 1989 г. получил звание профессора.
Первый избранный на альтернативной основе проректор по научной работе (1988—1997 гг.). Также избранный на альтернативной основе ректор (1997—2014 гг.) Сибирского государственного медицинского университета. Заместитель председателя Совета ректоров медицинских и фармацевтических вузов России при МЗ РФ (2008—2013), член экспертного Совета ВАК при Министерстве образования и науки РФ (2011—2013 гг.), член научно-координационного Совета ФЦП Министерстве образования и науки РФ (2011—2013 гг.), член экспертного Совета Российского научного фонда (с 2013 г.), член Президиума СО РАМН (1998—2013 гг.). Председатель диссертационного Совета Д. 208.096.01. при СибГМУ, член диссертационного совета Д. 001.031.01. при НИИ фармакологии и регенеративной медицины им. Е. Д. Гольдберга. Член объединённого совета СО РАН по медицинским наукам. Председатель редакционной коллегии журнала «Бюллетень сибирской медицины».
Депутат Думы Томской области второго (1997—2001), третьего (2001—2007) и четвёртого (2007—2011) созывов.
Автор более 800 научных публикаций, в том числе свыше 540 в ведущих рецензируемых журналах, 38 монографий, 18 учебных руководств и пособий, 17 патентов РФ на изобретения. Редактор и член авторского коллектива учебника по патофизиологии для студентов медицинских вузов, выдержавшего 4 издания. Научный руководитель и исполнитель 30 грантов ФЦП и РФФИ.
Создал собственную оригинальную научную школу патологов-специалистов в области патофизиологии системы крови, молекулярной патофизиологии клеток крови, клеточной биологии, онкофармакологии — подготовил 43 доктора и 101 кандидат наук, из которых 25 защитили свои докторские диссертации в возрасте до 35 лет, в том числе 7 — в возрасте до 30 лет. С 2003 г. школа имеет государственный статус «Ведущей научной школы России», 6 раз поддержанной Советом по грантам при Президенте РФ (2003,2005, 2008, 2012, 2014, 2016 гг.). Восемь представителей школы поддержаны грантами Совета при Президенте РФ как «Выдающиеся молодые учёные».
В 2015—2016 гг. вошел в ТОП — 100 самых цитируемых учёных России по направлению «Медицина и здравоохранение» (данные РИНЦ).
Лауреат премии РАМН им. И. В. Давыдовского по общей патологии (присуждается один раз в 10 лет) за цикл работ «Молекулярные основы патологии клеток крови при социально значимых заболеваниях» (2010 г.).
Учёный скончался 7 января 2021 года в НИИ кардиологии Томского НИМЦ после продолжавшейся более месяца борьбы с коронавирусной инфекцией COVID-19. Похоронен на кладбище Бактин в Томске.

## Награды и звания
- Медаль Польской Академии медицины «За заслуги» (1999 г.)
- Золотая медаль Альберта Швейцера Польской Академии медицины (1999 г.)
- Большая Золотая медаль и Звезда Альберта Швейцера "За большой вклад в медицину и гуманизм (Польша, 2001 г.)
- Медаль Министерства здравоохранения РФ «За заслуги перед отечественным здравоохранением» (2002 г.)[3][4]
- Орден Почета (2005)[3][4]
- Орден «За заслуги перед Отечеством» IV степени (2010)[12]
- Золотая медаль лауреата Нобелевской премии П. Эрлиха «За особые достижения в лечебной и социальной медицине» Европейской академии естественных наук и Европейской академической комиссии по наградам (Германия, 2003 г.)
- Медаль Министерства обороны РФ «За укрепление боевого содружества» (2003 г.)[3][4]
- Почетная медаль и диплом Р. Вирхова «За выдающиеся заслуги в фундаментальной медицине и разработке проблем патологии» Европейской академии естественных наук и Европейской академической комиссии по наградам (Германия, 2005 г.)
- Орден Святой Софии Европейской бизнес-ассамблеи «За персональный вклад в науку и культуру» (Оксфорд, Великобритания, 2004 г.)
- орден «Томская Слава» (Томская область, 29.07.2016)
- Почетный знак «За заслуги перед Томской областью» (2004 г.)[3][4]
- Юбилейная медаль «400 лет городу Томску» (2004 г.)[4]
- Медаль «За заслуги в проведении Всероссийской переписи населения» (2002 г.)
- Памятные медали энциклопедии «Лучшие люди России» (2004, 2006 гг.)
- Золотая медаль Шапталь Французской ассоциации содействия промышленности SPY (основано в 1801 г. по указу Наполеона) (Франция, 2005 г.)
- Медаль Наполеона Французской ассоциации содействия SPY (Франция, 2006 г.)
- Почетный знак им. Королевы Виктории «За персональный вклад в науку, культуру и прогрессивную политику» (Оксфорд, Великобритания, 2005 г.)[3]
- Орден Пирогова «За выдающиеся достижения в медицине» Европейской академии естественных наук[3] и Европейской академической комиссии по наградам (Германия — Россия, 2005 г.)
- Медаль «За содействие органам наркоконтроля» (2010 г.)
- Памятная медаль В. В. Пашутина "За существенный вклад в развитие теоретической и экспериментальной медицины и подготовку высококвалифицированных военно-медицинских кадров (2011 г.)
- Золотая медаль им. А. Д. Сперанского «За выдающийся вклад в Российскую медицинскую науку и образование» НИИ общей патологии и патофизиологии РАН (2013 г.)

Почётные звания:
- Отличник здравоохранения СССР, (1990 г.)[3][4]
- Заслуженный работник культуры Российской Федерации (1996)[3][4]
- Заслуженный деятель науки Российской Федерации (2000)
- Визитирующий профессор госпиталя Хаммерсмит Лондонского университета (Великобритания, 1992 г.)
- Заслуженный деятель науки Республики Бурятия (2005 г.)
- Почетный гражданин города Томска (2006)[4]
- Отличник здравоохранения Республики Саха (2011 г.)
- Ректор года (2009, 2012 гг.)
- Учёный года (2010 г.)
- Professor honoris causa of philosophy (in humanities) Польской Академии медицины (2006 г.)
- Академик Польской Академии медицины (Польша, 1999 г.)
- Академик Международной Академии медицины Альберта Швейцера (Польша, 1999 г.)

## Увлечения
- В 70-80-е годы — создатель, автор большинства сценариев и художественный руководитель популярнейшего в Томске музыкального театра "Клуб-студия «КОМУ» Томского дома учёных.[4]
- Увлекался литературой, музыкой, искусством; страстный болельщик футбольных клубов «Томь» и «Спартак».